# Tutong (Sprache)
Tutong (auch Tutong 2) ist eine von 17.000 Leuten in Brunei gesprochene Sprache. Es ist die Hauptsprache des Volkes der Tutong, das vor allem im Distrikt Tutong lebt.

## Klassifikation
Tutong ist eine Austronesische Sprache, die zur Rejang-Baram-Gruppe der Nord-Sarawak-Sprachen gehört.
Tutong ist mit der Sprache Belait verwandt: Etwa 54 % aller Wörter haben denselben Ursprung.

## Verbreitung
Die Sprache wird größtenteils im Distrikt Tutong, vor allem um die Stadt Tutong gesprochen. Es existieren aber auch Sprechergemeinden im Distrikt Belait.

## Bedrohung
Die Sprache ist gefährdet, da viele Sprecher von der traditionellen Sprachen zu anderen Sprachen wie Malaiisch, Bruneiisches Malaiisch oder Englisch wechseln oder diese vermischen.
Nichtsdestoweniger existiert ein Interesse an der Wiederbelebung der Sprache. Seit 2012 gibt es ein Modul in Tutong an der Universiti Brunei Darussalam (UBD). Zudem publizierte 1991 die Dewan Bahasa dan Pustaka, das bruneiische Sprachinstitut, ein Tutong-Malaiisch-Wörterbuch und ein Malaiisch-Tutong-Wörterbuch sowie eine Wortliste mehrerer Sprachen Bruneis im Jahre 2011.

## Beispiele
Die wohl nächste verwandte Sprache ist Belait mit einer lexikalischen Ähnlichkeit von 54 %.
Am Beispiel des Indonesischen lässt sich aber die lexikalische Ähnlichkeit zu anderen Malayo-polynesischen Sprachen auch gut erkennen:
| Deutsch     | Tutong   | Indonesisch |
| ----------- | -------- | ----------- |
| ich/mich    | aiso     | saya        |
| du          | jiyu     | anda        |
| wir         | jami     | kami        |
| ihr         | jimu     | kamu        |
| Affe        | kuyad    | monyet      |
| Hund        | awuh     | anjing      |
| Katze       | ucing    | kucing      |
| Schwein     | bawui    | babi        |
| Vogel       | manuk    | burung      |
| Ente        | itik     | itik        |
| Tag         | alu      | hati        |
| Morgen      | sambut   | pagi        |
| Nachmittag  | sarepot  | sore        |
| Abend/Nacht | lema     | malam       |
| Das/Dieses  | ituh/ina | itu/ina     |
| Nein        | endo     | tidak       |
| Ja          | au       | ya          |